# Зафиу, Михай
Миха́й Зафиу (рум. Mihai Zafiu; 9 июня 1949) —румынский гребец, двукратный серебряный призёр Олимпийских игр.

## Карьера
На Олимпийских играх 1972 и 1980 года Михай выиграл серебряные медали в гребле на байдарках-четвёрках на 1000 метров. На Играх 1976 года Зафиу с партнёрами стал 4-м.
Чемпион мира 1974 года.